# Straža, Šentrupert
Straža je naselje v Občini Šentrupert.